# Перелік заступників Командувача Національної гвардії України
В переліку наведено заступників командувача національної гвардії України.

## Перші заступники— начальники штабу
- генерал-лейтенант Олександр Кривенко[1][2]
- генерал-майор Володимир Кондратюк (2019-2023)
- Бригадний генерал Вадим Гладков (2023-теперішній час)[3]

## З бойової підготовки
- генерал-лейтенант Микола Балан (з 18 квітня 2014)[4]
- генерал-лейтенант Юрій Лебідь (2019)[3]

## З громадської безпеки
- генерал-лейтенант Валерій Рудницький (26 травня 2014 — 7 червня 2017 року)
- генерал-майор Валерій Бондар (7 червня 2017 — 18 березня 2019 року)[5][6]

## По роботі з особовим складом
- генерал-майор Ярослав Сподар (з 24 травня 2014)[7]

## З тилу— начальники логістики
- полковник Олег Кулик (до 2019)[8]
- генерал-майор Руслан Дзюба (з 2019)[9]
- бригадний генерал Олександр Білоус (з 2023)[10]